# Rodney Fox
Rodney John Fox (ur. 26 czerwca 1946) – australijski kajakarz, olimpijczyk.
Reprezentował Australię na Letnich Igrzyskach Olimpijskich 1972, które odbyły się w Monachium.